# باري جون والش
باري جون والش (بالإنجليزية: Barry John Walsh)‏ هو لاعب كرة القدم الغالية أيرلندي، ولد في 1990 في ترالي ‏ في جمهورية أيرلندا.